# Frédéric Compain
 (juillet 2025).
Pour les articles homonymes, voir Compain.
Frédéric Compain est un réalisateur français né en 1954 à Rouen.

## Biographie
Frédéric Compain entame sa carrière cinématographique en 1974 en collaborant avec Alain Robbe-Grillet sur un court-métrage (« Techniques de l’encerclement : résistance »). En 1975 et 1976, il réalise deux longs-métrages, Les discours du maître (sélection Henri Langlois) et L'Eden palace, présentés au festival de Cannes et mettant en vedette Michael Lonsdale (Perspectives du cinéma français).
En 1980, Compain a remporté le Grand Prix du festival de Clermont-Ferrand pour son court-métrage « Du crime considéré comme un des beaux-arts », écrit en collaboration avec Gilles Taurand et avec la participation de Michel Piccoli. En 1982, son documentaire-fiction « Buenos-Aires allers et retours », avec la participation de Jorge Luis Borges, a reçu le prix spécial du Jury des Grands Prix de télévision de la Société des gens de lettres. Il a également été lauréat du Prix Médicis Hors les Murs.
En 1986, son long métrage « Résidence Surveillée », mettant en scène Jacques Bonnaffé et Maria Schneider, est projeté dans 12 salles à Paris. Compain a réalisé des fictions pour France 2 et Arte, travaillant avec des acteurs et actrices tels qu'Anne Wiazemsky, Denise Chalem, Michèle Laroque, Philippe Clévenot, Charles Berling, Jean-Pierre Kalfon, Saïd Taghmaoui, Aurélien Recoing, et d'autres.
Frédéric Compain compte à son actif plus de soixante films documentaires, parmi lesquels « Montoneros, une histoire argentine », « Cindy rêve d'argent », et « Commis d'office », qui a reçu le prix du meilleur documentaire de l'année 2001 par le Sénat. Il a également réalisé des épisodes pour la collection Architectures, dont « le Bauhaus », « le Bâtiment Johnson » (Prix Métropole du Festival International du Film sur l'art de Montréal 2002), « la Casa Mila » et « l'Alhambra ». « Eads-Airbus » a reçu le Grand Prix Franco-Allemand du journalisme de télévision en 2010.
Il a reçu une Étoile de la Scam pour « Sauve qui peut la retraite ». « L'Oeil de verre » a été récompensé à plusieurs reprises. Ses documentaires « Guillaume le Conquérant » et « Emirats ou les mirages de la puissance » ont connu un grand succès d'audience et ont été rediffusés à plusieurs reprises. Son travail se situe entre fiction et documentaire, romans du réel.

## Filmographie
- 1974: Techniques de l'encerclement : résistance (27 min) (fiction)
- 1975 : Les discours du maître (2 h 07 min) (fiction)
- 1976 : L'Eden-Palace (93 min) (fiction)
- 1978 : La grande crue de 1910 min' (13 min) (fiction)
- 1978 : Notes pour une enquête (14 min) (fiction)
- 1980 : Du crime considéré comme un des beaux-arts (16 min) (fiction)
- 1980 : Jean Raine, artiste peintre (21 min) (documentaire)
- 1980 : Sécurité (23 fois 3 min) (film industriel-Citroën)
- 1981 : Anomalies (3 min) (fiction) France 3
- 1982 : Buenos Aires allers et retours (60 min) (documentaire-fiction) France 2
- 1982 : Hughie (55 min) (fiction) TF1
- 1983 : Le mécène 38 min (fiction)
- 1984 : Raymond Depardon / Holger Trulsch /Gilbert Fastenaekens (25 min) (documentaire) France 3
- 1985 : Journal de Patagonie (66 min) (documentaire-fiction) France 2
- 1985 : La mise au monde (15 min) (film industriel-SNCF)
- 1986 : Résidence surveillée
- 1988 : Fangio (13 min) / Ph Bertrand (13 min) (reportages) France 3
- 1988 : Ciné-mode (10 fois 4 min) (magazine) Canal+
- 1989 : Parana (90 min) (documentaire) Arte
- 1990 : La nuit des héros (10 fois 10 min) (Magazine fiction) France 2
- 1990 : Monstre aimé (60 min) (fiction) Arte
- 1990 : Projections (13 min) (fiction) Canal+
- 1991 : Devenir (31 min) (documentaire) France 2
- 1991 : Le chercheur de plumes (50 min) (documentaire) France 3
- 1992 : Sur l’île de Pâques (12 min) (documentaire) TF1
- 1993 : Berau, sur les traces de Joseph Conrad (60 min) (documentaire) Arte
- 1993 : J'étais à Toulouse (60 min) (documentaire) France 3
- 1994 : La femme piégée (60 min) (fiction) France 2
- 1994 : Naissance d'une voiture (90 min) (feuilleton industriel) Inachevé - Canal+
- 1995 : Saïd Taghmaoui, portrait en acteur (50 min) (documentaire)
- 1995 : Division Street, Chicago, U.S.A. : en suivant Robert Guinan (60 min) (documentaire) Arte
- 1995 : Elvis Aziz (90 min) (fiction) France 2
- 1996 : Le long du Rhin (52 min) (documentaire) France 2
- 1996 : Le voyage d'un français de l'intérieur (52 min) (documentaire) Arte
- 1996 : Mother India (52 min) (documentaire) France 2
- 1996 : Un comte, deux fées (26 min) (documentaire) France 3
- 1997 : Montoneros, une histoire argentine (1 h 40 min) (documentaire) Arte
- 1998 : Alain Robbe-Grillet (45 min) France 3
- 1998 : Delacroix : mes dernières années (52 min) (documentaire) La Cinq
- 1999 : Java Central (43 min) (récit de voyage) Arte
- 1999 : La bataille de la pyramide (52 min) (documentaire) La Cinq
- 1999 : Le Bauhaus (collection Architectures) (26 min) Arte
- 1999 : Une route en Afrique (52 min) (documentaire) Inachevé
- 2000 : Commis d'office (64 min) (documentaire) Canal+
- 2000 : En passant par l’Uruguay (43 min) (récit de voyage) Arte
- 2000 : Le bâtiment Johnson (26 min) (collection Architectures) Arte
- 2001 : Gallimard, maison (52 min) (documentaire) France 5
- 2001 : Cindy rêve d'argent (52 min) (documentaire-fiction) Arte
- 2001 : Le général oublié (52 min) (documentaire) Inachevé
- 2002 : L'écume de Buenos Aires (45 min) (documentaire)
- 2002 : Le temps des juges (2 fois 1 heure) (documentaire) France 3
- 2003 : Casa Milà (26 min) (collection Architectures) Arte
- 2003 : Iris Time (52 min) France 5
- 2003 : Le monde selon Brice (52 min) (documentaire-fiction) Arte
- 2004 : Nathalie perd le nord (53 min) (documentaire-fiction) Arte
- 2005 : L’Alhambra (26 min) (collection Architectures) (documentaire) Arte
- 2005 : Paroles de justice (19 fois 1 min) (spots) TF1
- 2006 : Versailles/ Vinci/ Visions (52 min) (documentaire)
- 2006 : Carole (26 min) (documentaire) Arte
- 2006 : Cités à la casse (40 min) (documentaire) Arte
- 2006 : Les fantômes de l’Odéon (52 min) (documentaire) Arte
- 2007-2010 : Louvre-Lens (documentaire en cours)
- 2007 : Bhoutan, naissance d’une démocratie (52 min) (documentaire) France 5
- 2007 : 12 fois Java / 4 fois Singapour - (2 h 40 min) (documentaires)
- 2007 : Nos 100 ans (18 min) (documentaire de commande/offices HLM)
- 2008 : Airbus-EADS : Une affaire d'États (90 min) (documentaire) Point du Jour/ Arte/ France 3 Sud
- 2008 : Deux publicités
- 2008 : L’œil de verre (26 min) (documentaire) Arte
- 2009 : Sauve qui peut la retraite" (90 min) (documentaire) Agat films/Arte
- 2009 : Versailles, la vie dorée (52 min) (documentaire) Films d'Ici/ France 2
- 2010 : Être poisson à Tokyo (03 min) (documentaire) Arte
- 2011 : Tête à tête avec Louis XVI (documentaire) Films d'Ici / France 2
- 2011 : Aux premières loges (52 min) (documentaire) Via Production / France 2
- 2012 : La fin des astronautes (55 min) (documentaire) Point du Jour / Arte
- 2013 : Guillaume le Conquérant (1 h 20 min) (documentaire-fiction) Films d'Ici/Arte/BBC
- 2014 : Les émirats ou les mirages de la puissance (2 fois une heure) Artline/Arte
- 2015 : La guerre des boutons n'aura pas lieu (1 h 10 min) Point du Jour/Arte
- 2016 : Indonésie, la puissance, l'Islam et la démocratie (2 fois une heure) Artline/Arte
- 2016 : La matinale américaine (23 minutes en 5 films) SciencesPo/FranceInfo TV
- 2017 : Les nuits présidentielles (65 minutes en 12 films) Elda / France 2
- 2017 : Sncf, la fin d'un mythe ? (70 minutes) Futurikon/France 5
- 2018 : Cuba, un aller et un retour (53 minutes) Zadig/Arte
- 2020 : Les héritiers de la Commune (52 minutes) Effervescence/Palmyra Films/Arte
- 2022 : Panique en mer baltique (52 minutes) Artline/Arte